# Les Anxovetes
Les Anxovetes är en katalansk sånggrupp specialiserad på habanera, bildad 2013 i Girona. Den är en av de första inom habaneragenren med endast kvinnliga röster och har hittills (2021) publicerat fyra album.

## Historia
Les Anxovetes scendebuterade 2014, vid en spelning i Salt strax utanför Girona. Kärnan i gruppen är en sångtrio bestående av Tona Gafarot (singer-songwriter och altröst), Montse Ferrermoner (sopran) och Marta Pérez (singer-songwriter och medlem av Acousters). Gruppnamnet – "Anchovetorna" – är kopplat till habanerans kubanska ursprungsmiljö och närhet till fiskerinäringen. Habaneran har även en lång tradition i de katalanska kustområdena. De tre sångerskorna kompletteras av gitarristen Xicu Rovira, kontrabasisten Xevi Pasqual och ljudteknikern Salva Gallego – internt omnämnda som gruppens "ansjovisar" (seitons).
Utgångspunkten var att sjunga klassiska och traditionella habanerasånger, men på ett nytt och mer originellt sätt  – inklusive att låta kvinnliga röster helt dominera en annars ofta manlig musikstil. Sedan sin debut har man synts och hörts på scener både runt i och utanför Katalonien. 2015 var de finalister i Sons de la Mediterrània-tävlingen, arrangerad i samband med den årliga Fira Mediterrània-festivalen i Manresa.
Debutalbumet En fresc ('Färska […]') från 2015 presenterade välkända habanerasånger, skrivna av folk som Josep Lluís Ortega, Josep Bastons, Narcisa Oliver, Antònia Vilàs och Carles Casanovas. Låten "La mare del mar" var dock komponerad av gruppmedlemmen Tona Gafarot.
Därefter har man kommit med ytterligare tre album. 2017 presenterades både En sal ('Saltade […]') och (D)Ones ('Kvinnor/Vågor'). Den förstnämnda fortsatte i samma stil, med nya versioner av traditionella habanerasånger, kompletterat med ett par sardanasånger och en egen komposition. På (D)Ones – som släpptes under "Metoo-hösten" 2017 – förtydligade man dock sin profil, med tio egenskrivna låtar, med eller utan direkt koppling till habaneragenren. Albumet kom också ut på bolaget Seed Musics världsmusik-etikett Adep.
2020 kom gruppens tredje album. Med En llauna ('[…] på burk') var man tillbaka i den traditionella habaneramusiken, denna gång dock med utvikningar som även inkluderade vals, rumba och schottis.
Vid enstaka tillfällen har man presenterat sig som The Anxovettes. Vid sidan om Les Anxovetes har de flesta av medlemmarna även andra musikerengagemang; Pérez kom 2017 med soloalbumet Punctual (It's a Bit Too Late) och 2020 EP:n Letters for June, medan Gafarot även hon kommit med ett soloalbum och en solo-EP (Alba sísmica 2014 respektive El foc, el caliu i la cendra 2021). Medan Pérez här valt engelska som sångspråk har Gafarot blandat engelska och katalanska på sina utgåvor. 

## Diskografi
1. "Mare, vull ser pescador" ('Mamma, jag vill bli fiskare'; Antònia Vilàs)
2. "La barca xica" ('Den lilla båten'; Rafel Llop / Josep Maria Roglan)
3. "El canó de Palamós" ('Bergsklyftan i Palamós'; Josep Lluís Ortega)
4. "La mare del mar" ('Havets mor'; Tona Gafarot)
5. "Habaneras de Cádiz" ('Habaneror från Cádiz'; Antonio Burgos / Carlos Cano)
6. "Lola, la tavernera" ('Lola, gästgiverskan'; Carles Casanovas / Josep Bastons)
7. "La balada d'en Lucas" ('Lucas ballad'; Josep Lluís Ortega)
8. "Tamariu" (Narcisa Oliver / Josep Bastons)
9. "Mariner de terra endins" ('Sjöman från inlandet'; Narcisa Oliver / Josep Bastons)
10. "Tornaré" ('Jag kommer tillbaka'; Josep Lluís Ortega)

1. "El capità" ('Kaptenen')
2. "Salió de Jamaica" ('Han lämnade Jamaica')
3. "Vestida de nit" ('Nattdräkt')
4. "Oh, quina tristor!" ('Åh, så trist!')
5. "El meu avi" ('Min farfar')
6. "La rosa del port" ('Hamnens ros')
7. "El viatge" ('Resan')
8. "Rosina"
9. "Els degotalls" ('Dropparna')
10. "La gavina" ('Måsen')

1. "Fem un passeig" ('Vi tar en promenad')
2. "Gessamí florit" ('Blommande jasmin')
3. "Cànon a la mar" ('Kanon till havet')
4. "El viatge"
5. "De anchoas quedan tres" ('Det finns tre ansjovisar kvar')
6. "La mare del mar"
7. "Cala prona" ('Lämplig vik')
8. "Acordió" ('Dragspel')
9. "En su mirar" ('I hans blick')
10. "Plora l'aigua" ('Vattnet gråter')

1. "La xalana" ('Sjalen')
2. "El peix enamorat" ('Den förälskade fisken')
3. "Habaneras de Sevilla" ('Habaneror från Sevilla')
4. "Des del Llagut es veu el Poble Franc" ('Från El Llagut kan man se Poble Franc')
5. "La botiguera" ('Butiksföreståndaren')
6. "Na nena (Tornada a Menorca)" ('Tjejen [Tillbaka till Menorca]')
7. "Allá en La Habana" ('Där borta i Havanna')
8. "A cau d'orella" ('Viskandes')
9. "Ulls verds" ('Gröna ögon')
10. "Plora guitarra" ('Gitarren gråter')
11. "A mar oberta" ('På öppet hav')